# Kościół św. Judy Tadeusza w Rzeszowie
Kościół św. Judy Tadeusza w Rzeszowie − obiekt sakralny mieszczący się przy ul. Wita Stwosza w Rzeszowie.

## Historia
W 1982 roku zakupiona została działka pod budowę kościoła, postawiono na niej krzyż i zakupiono materiały budowlane. Budowa jednak nie rozpoczęła się, gdyż ówczesne władze komunistyczne nie udzieliły pozwolenia na budowę tego obiektu sakralnego. Dopiero w 1984 roku uzyskano zezwolenie na budowę kościoła, i prace budowlane ruszyły we wrześniu.
W 1990 roku nastąpiło uroczyste przejście z tymczasowej kaplicy do nowego kościoła dolnego, połączone z poświęceniem go oraz obiektów towarzyszących przez ks. abpa Ignacego Tokarczuka.
W roku 1991 ks. bp Edward Białogłowski poświęcił dzwonnicę i dzwony, zaś rok później, w 1992 roku, ks. bp Kazimierz Górny poświęcił górny kościół.
W kolejnych latach trwały prace przy wystroju kościoła oraz uporządkowaniu i zagospodarowaniu otoczenia, które ostatecznie doprowadziły do konsekracji. Dokonał jej ks. bp Kazimierz Górny, biskup rzeszowski, w dniu 28 października 2001 roku.

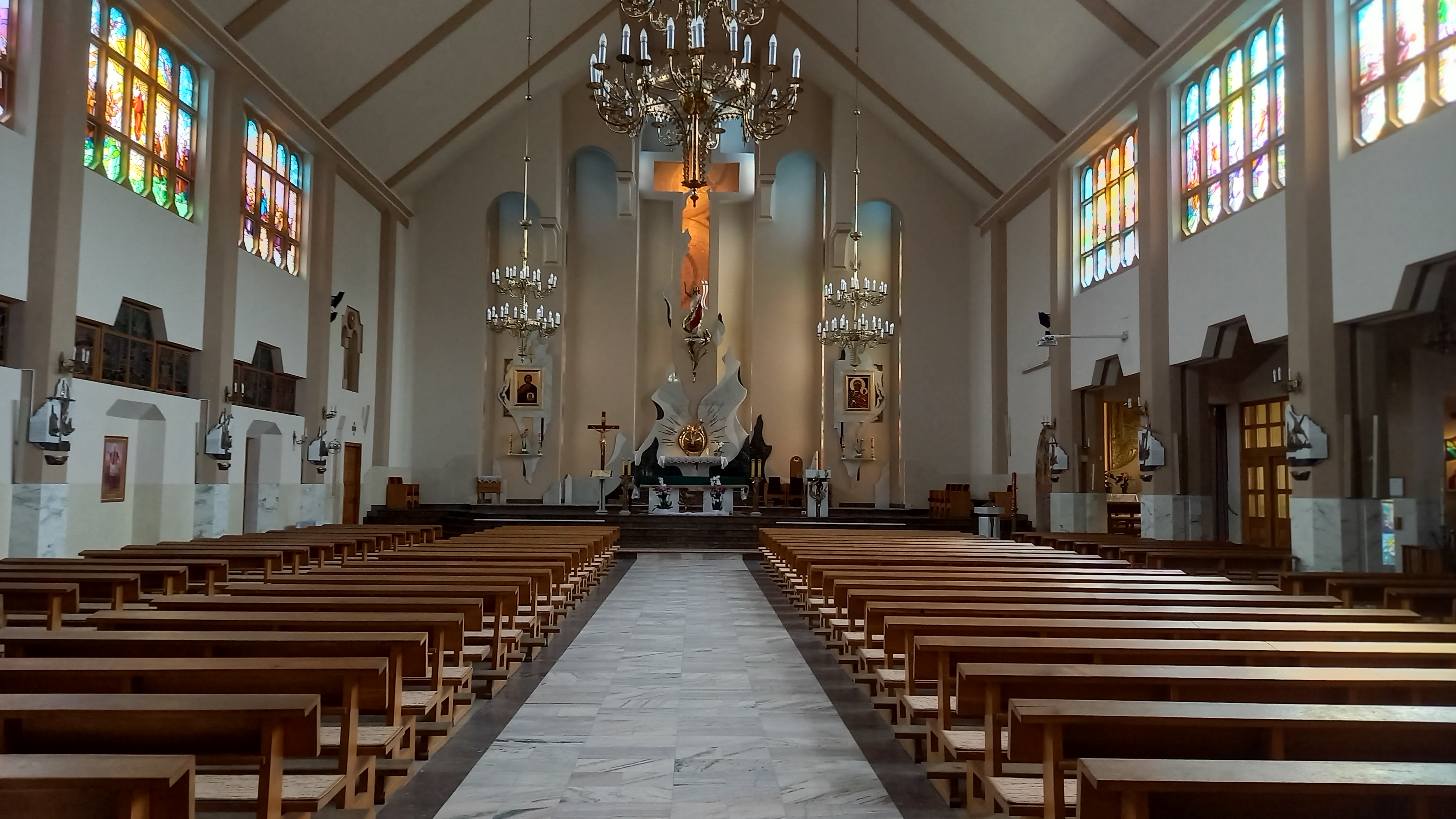
Wnętrze kościoła (2022)

W 2014 roku przeprowadzony został remont prezbiterium połączony ze zmianą wystroju (dominuje w nim jasny marmur, figury zaś odlano z brązu). We wrześniu 2015 roku w kościele zamontowane zostały nowe stacje Drogi Krzyżowej co miało na celu ujednolicenie wystroju wnętrza kościoła.